# Єрченко Петро Феофанович
Петро Феофанович Єрченко (25 вересня 1868 — 10 серпня 1927) — ординарний професор інженерного відділення, декан механічного відділення Київського політехнічного інституту. Закінчив Харківський технологічний інститут (1893). З 1917 по 1919 роки — ректор КПІ, статський радник.
Помер 10 серпня 1927 року. Похований в Києві на Лук'янівському цвинтарі (ділянка № 21). Прах перенесено з погосту Шулявської церкви.